# 구조조정
구조조정(構造調整, restructuring)은 효율을 높이기 위해 조직의 내부구조를 변화시키는 것이다. 회계에서, 현금을 낳지 못하는 자산을 처분해 현금으로 되돌리는 것을 의미하기도 한다.
세계화·정보화 시대인 21세기에 대비하기 위하여, 기업은 단순한 임원감축이나 사업부문의 축소 등 소극적인 불황극복책에서 탈피하여, 주력사업이라도 성장가능성과 채산성이 불확실할 경우에는 그것에 과감히 손을 떼는 방법을 강구해야 한다.
이것은 리엔지니어링(reegineering) 개념을 넘어 기존의 상품을 고객의 입장에서 개선하는 리인벤팅(reinventing) 개념을 포함하는 적극적인 개념이다. 이를 위해서는 대대적인 임원감축, 사업장 폐쇄, 참여업종의 전문화, 생산라인의 공정개선, 경쟁업체와의 제휴, 부품공급선의 다변화 등 다양한 정책이 구사된다.
이 전략의 특징은 전사적 고객만족을 실현시키기 위하여 모든 노력을 경주하고, 경쟁우위를 확보하기 위하여 유망업종에 모든 경영자원을 집중시키는 데 있다. 따라서 이 기법에서 가장 중요한 것은 구조조정이다. 축소등 조직개편을 혁신적으로 단행하는 것이고, 이를 위하여 조직의 많은 부문들이 통폐합되는 경우가 많다.

## 용어
리스트럭처링(restructuring)이라는 단어가 구조조정이라는 의미로 쓰이기 시작한 것은 1981년 로널드 레이건 대통령이 취임 후 공급중심의 경제정책을 채택하면서부터이다. 빠르게 변화하는 경제환경 변화에 적응하기 위해 기업이나 조직이 기존의 사업구조, 소유구조, 자본구조, 경영구조, 지배구조등을 변화시키지 않으면 변화 환경에 적응을 하지 못해 뒤처지거나 살아남기 힘들게 되어, 새로운 환경에 적응하기 위해 새로운 구조로 변화하는 것을 의미한다.

### 대한민국
대한민국에서는 이 용어는 1997년 외환위기 시기에 사용되기 시작했다. 1997년 외환위기를 겪으며, 대우자동차(현 한국지엠) 등 여러 기업들은 재무적 위기로 인해 조직 인원을 감축, 퇴출(정리해고)시키고, 조직 개편 및 해외 매각, 폐쇄하며 '규모의 조정'을 구조조정이라는 용어를 사용하며 중점적으로 감행하였다. 구조조정은 부실기업 회생을 위한 비능률적인 조직을 미래지향적인 사업구조로 개편하는 데 주목적이 있다.

## 같이 보기
- 파산
- 채권자
- 채무
- 일시 해고
- 기업 분사